# 夢企画
夢企画（ゆめきかく）は、2003年に設立された、東京都中野区に本社をおく日本の芸能プロダクション。代表者は角川清子。グラビアアイドルの竹内のぞみなどが以前所属していた。現在は上久保慶子などが所属している。

## 所属タレント
- 上久保慶子

## 以前に所属していたタレント
- 竹内のぞみ